# Caroline von Satzenhofen

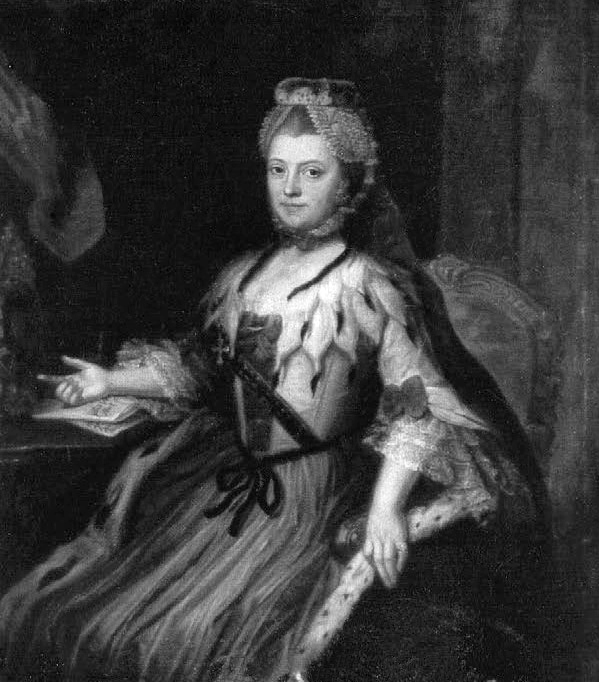
Porträt Carolines von Satzenhofen von Johann Heinrich Fischer

Maria Johanna Caroline Josepha Antonia von Satzenhofen (* 1728; † 23. Januar 1785), auch Satzenhoven geschrieben, war von 1762 bis zu ihrem Tod Äbtissin des adeligen Damenstifts Vilich und die Geliebte des kurkölnischen Ersten Ministers Caspar Anton von Belderbusch.

## Leben
Caroline kam als eine von sechs Töchtern des aus bayerischem Adel stammenden Reichsgrafen und Geheimen Kriegsrats Carl Martin Ferdinand von Satzenhofen zu Bechtolsheim und seiner Frau Maria Anna von Bernsau zur Welt. Wie viele adelige Töchter ihrer Zeit wurde sie versorgt, indem ihr eine Präbende in einem adeligen Stift besorgt wurde. Diese erhielt sie 1747 im Nottulner Damenstift durch die Vermittlung des späteren Kaisers Karl VII. Ihre Schwestern kamen in den Stiften von Vilich, Schwarzrheindorf und Dietkirchen unter. Auf Betreiben ihrer Schwester Odilia, die seit 1736 in Vilich aufgeschworen war, erhielt auch Caroline dort 1751 eine Präbende und konnte von Nottuln näher zu ihrer in Bonn und Umgebung lebenden Familie ziehen.
Als 1762 die Vilicher Äbtissin Maria Antonetta von der Vorst zu Lombeck und Lüftelberg verstorben war, wurde Caroline zu ihrer Nachfolgerin gewählt und setzte sich damit gegen ihre Konkurrentin Maria Anna von Bylandt durch. Noch im selben Jahr wurde sie vom Kölner Erzbischof Maximilian Friedrich von Königsegg-Rothenfels in ihrem neuen Amt bestätigt. Der Schwiegervater ihrer Schwester Johanna Ambrosina Franziska, Vincenz Philipp Anton von Belderbusch, gratulierte zwar der neuen Äbtissin, brachte in seinem Glückwunschschreiben aber zugleich sein Bedauern zum Ausdruck, dass Caroline nun nicht heiraten und Kinder in die Welt setzen würde. Möglicherweise war diese Bemerkung zugleich eine zurückhaltende Anspielung auf Carolines Liaison mit einem weiteren Sohn Vincenz Philipp Antons, Caspar Anton. Spätestens auf der Hochzeit von Carolines Schwester mit Maximilian Wilhelm von Belderbusch am 4. November 1748 hatten sich die 20-jährige Caroline und der sechs Jahre ältere Caspar Anton von Belderbusch kennengelernt. Durch Carolines Wechsel nach Vilich konnte der Kontakt der beiden durch die räumliche Nähe enger werden. Wann genau die Beziehung zwischen Caroline und dem zur Ehelosigkeit verpflichteten Deutschordensritter begann, ist aber nicht bekannt. Die Liebschaft der beiden war allerdings kein Geheimnis und weithin bekannt, jedoch blieb unter dem Deckmantel des verwandtschaftlichen Umgangs (ihre Geschwister waren miteinander verheiratet) die Etikette gewahrt.
Als Äbtissin agierte Caroline von Satzenhofen sehr familienbewusst. So nahm sie 1763 Maria Augusta von Belderbusch, eine Nichte Caspar Antons, in Vilich auf, und 1779 sowie 1783 fanden ihre Nichten Isabella und Johanna von Leerodt, beides Töchter ihrer Schwester Odilia, Aufnahme in Carolines Stift. Mit dem Erzbischof Maximilian Friedrich von Königsegg-Rothenfels hatte sie einen einflussreichen Unterstützer, der ihr immer sehr zugetan war. Möglicherweise lag dies an ihrer Verbindung zu seinem für ihn mittlerweile unersetzlichen Minister Caspar Anton von Belderbusch. Viele Entscheidungen fällte der Erzbischof in Carolines Sinne, so zum Beispiel lehnte er den Antrag der erzstiftischen Ritterschaft auf Zusammenlegung der Damenstifte Vilich, Schwarzrheindorf und Dietkirchen ab. Zudem bestimmte er, dass bei Stimmgleichheit im Stiftskapitel die Stimme der Äbtissin den Ausschlag gab.
Unter Caroline wurde die Stiftskirche St. Peter in der Zeit von 1763 bis 1767 umfassend renoviert. Möglich machte dies eine Stiftung ihrer Mutter Maria Anna. Architekt für die Erneuerung war der Baumeister Johann Georg Leydel. Nach Abschluss der Arbeiten wurde dieser dann für Carolines Geliebten tätig und baute für ihn von 1767 bis 1772 das Schloss Miel in der offiziell durch Caspar Antons Bruder erworbenen, gleichnamigen Unterherrschaft. Der Neubau sollte von Belderbuschs privates Refugium werden, in dem Caroline ein eigenes Schlafzimmer besaß. Das Allianzwappen Belderbusch/Satzenhofen im Risalit des Schlosses ist deshalb doppeldeutig: Es zeigt nicht nur die Wappen des offiziellen Eigentümerpaars Maximilian Wilhelm Belderbusch und Johanna Ambrosina Franziska von Satzenhofen, sondern auch die des eigentlichen Bauherrn und seiner Geliebten. Caroline nahm denn auch regen Anteil am Baugeschehen des Schlosses und inspizierte mehrfach die Baustelle, um den Bauherrn über den Fortschritt zu informieren.
Nach dem unerwarteten Tod Belderbuschs am 2. Januar 1784 kamen Schmähschriften über Caroline in Umlauf. Die Widersacher des Ministers sahen nun ihre Chance gekommen, mit seiner langjährigen Lebensgefährtin abrechnen zu können. Zuvor war dies unmöglich, denn Belderbuschs Stellung war zu mächtig gewesen, als dass seine Gegner das Verhältnis zwischen ihm und Caroline von Satzenhofen hätten ausschlachten können. Beim Tod ihres Geliebten war sie bereits schwer an Krebs erkrankt, trotzdem beaufsichtigte sie noch – gemäß Belderbuschs testamentarischem Wunsch – die Inventarisierung seines Besitzes. Mit Erlaubnis des Kölner Erzbischofs setzte sie für sich ein Testament auf, in dem sie Anton von Belderbusch, einen Neffen ihres langjährigen Lebensgefährten und Sohn ihrer Schwester Johanna Ambrosina Franziska, zu ihrem Universalerben einsetzte. Sie starb am 23. Januar 1785 als sehr reiche Frau. Zum Zeitpunkt ihres Todes betrug ihr Kapitalvermögen mehr als 80.000 Rheinische Gulden. Hinzu kamen wertvoller Schmuck und Immobilien wie ein Haus „Am Hof“ gegenüber der Bonner Residenz und ein Haus am damaligen Vierecksplatz (heute „Berliner Freiheit“). Sie wurde, wie ihr ein Jahr zuvor verstorbener Lebensgefährte, in der 1812 niedergelegten Kirche St. Martin in Bonn beigesetzt.

## Das Bild Carolines bei Zeitgenossen
Die nach dem unerwarteten Tod Caspar Anton von Belderbuschs veröffentlichten Pamphlete zeichneten ein durchgehend negatives Bild der Vilicher Äbtissin. Die hass- und hohnerfüllten Schmähschriften bezeichneten sie als geldgierig und warfen ihr vor, in Spitzbübereien und Betrügereien verwickelt gewesen zu sein. Sie habe sich durch Ämterkauf, Klüngeleien und Bestechung bereichert. Die anonymen Verfasser der Schriften nannten sie die „Maklerin des Ministers“ und eine Diebin, wobei dieser Ruf wohl auf den damals üblichen Ämter- und Präbendenkauf zurückzuführen ist. Ob die Vorwürfe wegen dubioser Geschäfte und Ämtermauscheleien tatsächlich zutreffend waren, ist zumindest fragwürdig, denn sie wurden nur von solchen Zeitgenossen erhoben, die diesbezüglich vergebens bei Caroline vorstellig geworden waren. In der Tat war es allerdings so, dass Caroline von Satzenhofen während der mehr als 20-jährigen Verbindung wohl den Zugang zum Minister regelte. Der französische Geschäftsträger am kurkölnischen Hof, Chalgrin, berichtete, dass derjenige, der bei Belderbusch etwas erreichen wolle, sich zuerst die Gunst der Äbtissin erwerben müsse.
Über das Aussehen der Vilicher Äbtissin und über ihr Erscheinungsbild ist nur wenig bekannt. Ein vom kurkölnischen Hofmaler Johann Heinrich Fischer angefertigtes Porträt Carolines zeigt ein angenehmes Äußeres, wohingegen der französische Gesandte am kurkölnischen Hof, François de Monteynard, ihre Erscheinung 1772 als wenig ansprechend schilderte. Einhelliger war hingegen die Meinung über Carolines geistige Gaben: Ihr wurde von allen Seiten ein scharfer Verstand zugesprochen. Ihr großes Vermögen und die damit einhergehende finanzielle Unabhängigkeit erlaubten ihr eine für jene Zeit ungewöhnliche Selbständigkeit und ein äußerst bestimmendes Auftreten.